# Johanna Gräfin von Westphalen
Johanna Gräfin von Westphalen (* 24. September 1936 in Haus Assen, Lippborg, Westfalen; gebürtige Johanna (d’Arc) Paula Alphonsa Josepha Antonia Huberta Maria de Mercede Cosmas und Damian Gräfin von Galen; † 21. Januar 2016 in Garmisch) war eine deutsche Politikerin und katholische Aktivistin. Sie war die Gründerin und langjährige Vorsitzende der Organisation Christdemokraten für das Leben (CDL) sowie Vorsitzende der im Jahr 1988 von ihr gegründeten Lebensrechtsbewegung Stiftung Ja zum Leben.

## Leben
Johanna von Westphalen stammte aus der Grafenfamilie Galen aus dem Münsterland von Haus Assen in Lippborg. Sie war die Tochter von Christoph Bernhard Graf von Galen und Marie-Sophie Gräfin von Galen, geborene Reichsgräfin Kinsky von Wchinitz und Tettau (1909–1992). Der Kardinal Clemens August Graf von Galen war ihr Großonkel. Sie war verheiratet mit Clemens August Graf von Westphalen zu Fürstenberg (1927–2014), Gutsbesitzer im Sauerland, und Mutter von sechs Kindern. Die Familie lebte auf Wasserschloss Laer in Meschede.
Von Westphalen regte ihren Vater an, der den Familiensitz Haus Assen in Lippetal nach dem Tod seiner Frau im Jahr 1992 alleine bewohnte, das Wasserschloss der traditionalistischen Ordensgemeinschaft Diener Jesu und Mariens zur Verfügung zu stellen.
Die engagierte Katholikin von Westphalen war Mitglied der CDU und gehörte 18 Jahre lang, von 1978 bis 1992, dem Landesvorstand der CDU in Nordrhein-Westfalen sowie mehreren Bundesausschüssen der CDU an. Sie wirkte langjährig in der Schulpolitik, der Katholischen Elternschaft Deutschlands (KED), der Katholischen Pfadfinderschaft Europas und der kirchlichen Sozialarbeit wie dem Sozialdienst katholischer Frauen (SKF). Ferner war sie Kuratoriumsmitglied des Forums Deutscher Katholiken. Sie war Ehrenmitglied des Vereins CFD Christlicher Freundesdienst e.V., einem bereits in der damaligen DDR gegründeten christlichen Missions- und Hilfswerk, das sich hauptsächlich um drogenabhängige Prostituierte vom Berliner Babystrich kümmert. Sie war Schirmherrin des Bund der Freunde der Engel e.V., die sich für Sozialprojekte in Burkina Faso engagieren.
Im Jahr 1985 wurde sie Gründungsvorsitzende der Christdemokraten für das Leben (CDL), einer Initiative innerhalb der CDU/CSU und Mitglied im Bundesverband Lebensrecht (BVL), und baute das Engagement bundesweit aus. 2002 folgte ihr Mechthild Löhr. Seit 2002 war sie Ehrenvorsitzende der CDL. Sie war die Initiatorin der Lebensrechts-Kampagne „Tim lebt!“ der Stiftung Ja zum Leben, an der sich unter anderem Nikolaus Lobkowicz, Elisabeth Motschmann, Roland Rösler und Gloria von Thurn und Taxis beteiligten.

## Positionen
Von Westphalen war im Jahr 2010 Erstunterzeichnerin der Aktion Linkstrend stoppen, die sich gegen die Aufgabe von christlich-konservativen und marktwirtschaftlichen Positionen in Form der Berliner Erklärung der CDU-Parteiführung vom 15. Januar 2010 wandte und von mehreren aktiven sowie ehemaligen Bundes- und Landtagsabgeordneten unterzeichnet wurde.
Von Westphalen grenzte die von den Dienern Jesu und Mariens betreute Katholische Pfadfinderschaft Europas als „kirchentreu und fromm“ vom katholischen Pfadfinderverband Deutsche Pfadfinderschaft Sankt Georg ab, dem sie vorwarf, seine Mitglieder tränken unter dem Mantel „katholisch“ Alkohol und nähmen Kondome mit ins Zeltlager. Die Angabe, dass Kondome gegen Aids schützen, nannte sie „Propaganda der Homosexuellen-Lobby und komisch gestrickten Leuten wie Rita Süssmuth“.
Sie unterschrieb auch die Marburger Erklärung „Für Freiheit und Selbstbestimmung – gegen totalitäre Bestrebungen der Lesben- und Schwulenverbände“, in der unterstellt wurde, praktizierte Homosexualität berge „ein erhebliches gesundheitliches und psychisches Risiko“, und Angriffe des LSVD und anderer Gruppierungen gegen Vertreter der Reparativtherapie als Beschneidung der „Freiheit der Versammlung, der Rede, des wissenschaftlichen Diskurses und der Wahl der Therapie“ verurteilt wurden.

## Ehrungen und Auszeichnungen
- Ehren- und Devotions-Großkreuz-Dame des Malteserordens[6]
- Dame des Sternkreuzordens[6]
- Großkreuz-Dame des Päpstlichen Ritterordens des heiligen Gregors des Großen (2002)[15]
- Bundesverdienstkreuz 1. Klasse des Verdienstordens der Bundesrepublik Deutschland

## Schriften
- Schulbücher gehen auch die Eltern an, Kath. Elternschaft NRW 1975, zusammen mit Anton Janzing, Peter Keller
- Johanna Gräfin von Westphalen (Herausgeber / Autor): Offensive für das Lebensrecht, Sinus Verlag 1999, ISBN 3-88289-808-9, zusammen mit Rainer Beckmann, Johannes Dyba, Hubert Hüppe, Claudia Kaminski, Jürgen Klaus Liminski, Mechthild Löhr, Wolfgang Ockenfels, Leo Peters, Bernd Posselt, Roland Rösler, Manfred Spieker, Werenfried van Straaten
- Experiment Mensch – testen, klonen, nutzen, aussortieren. Tagungsdokumentation zum gleichnamigen Bioethik-Symposion der Christdemokraten für das Leben (CDL), Bernardus-Verlag 2002, ISBN 3-934551-44-0
- Maria und das Geschenk des Lebens, Christiana Verlag 2006 (2. Auflage), ISBN 3-7171-0936-7